# Associazione Sportiva Jesi Calcio 1990-1991
Questa pagina raccoglie le informazioni riguardanti l'Associazione Sportiva Jesi Calcio nelle competizioni ufficiali della stagione 1990-1991.

## Rosa
| N. |                       | Ruolo | Calciatore        |
| -- | --------------------- | ----- | ----------------- |
|    | Italia (bandiera)     | P     | Luciano Barboni   |
|    | Italia (bandiera)     | A     | Sandro Baù        |
|    | Italia (bandiera)     | P     | Oscar Brusi       |
|    | San Marino (bandiera) | D     | Roberto Cevoli    |
|    | Italia (bandiera)     | C     | Pino D'Angelo     |
|    | Italia (bandiera)     | A     | Francesco Fabrizi |
|    | Italia (bandiera)     | C     | Fabio Ferri       |
|    | Italia (bandiera)     | C     | Antonio Gaspari   |
|    | Italia (bandiera)     | C     | Antonio Germano   |
|    | Italia (bandiera)     | A     | Marco Giuliodori  |

| N. |                   | Ruolo | Calciatore         |
| -- | ----------------- | ----- | ------------------ |
|    | Italia (bandiera) | A     | Andrea Marinelli   |
|    | Italia (bandiera) | C     | Diego Massacesi    |
|    | Italia (bandiera) | C     | Marco Noviello     |
|    | Italia (bandiera) | C     | Gianluca Pierpaoli |
|    | Italia (bandiera) | A     | Antonio Rebesco    |
|    | Italia (bandiera) | D     | Andrea Romani      |
|    | Italia (bandiera) | A     | Maurizio Sandri    |
|    | Italia (bandiera) | D     | Giuseppe Secchi    |
|    | Italia (bandiera) | D     | Daniele Taroni     |